# Sclerotinia spermophila
Sclerotinia spermophila är en svampart som beskrevs av Noble 1948. Sclerotinia spermophila ingår i släktet Sclerotinia och familjen Sclerotiniaceae.   Inga underarter finns listade i Catalogue of Life.